# ریور مارکت

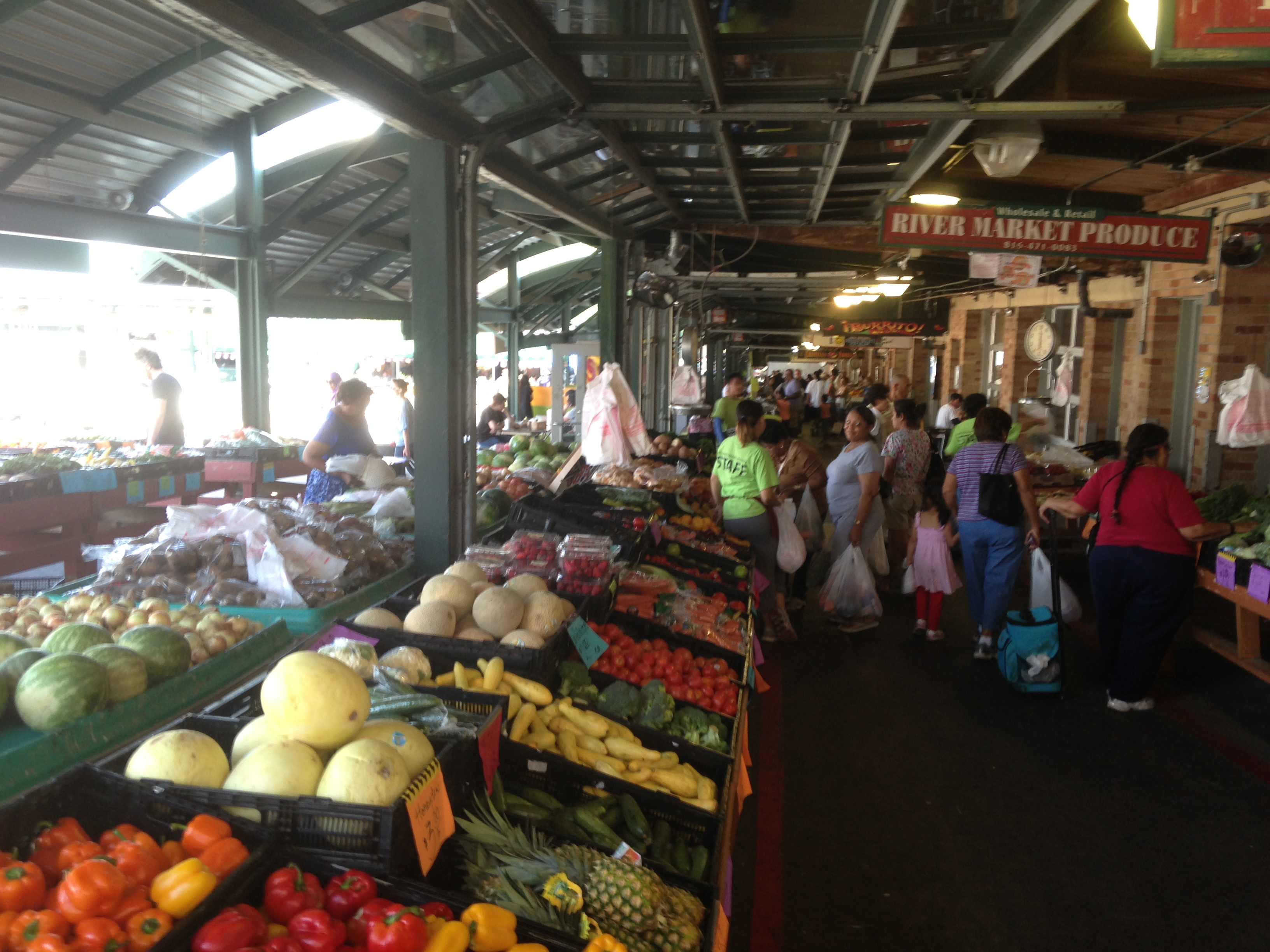

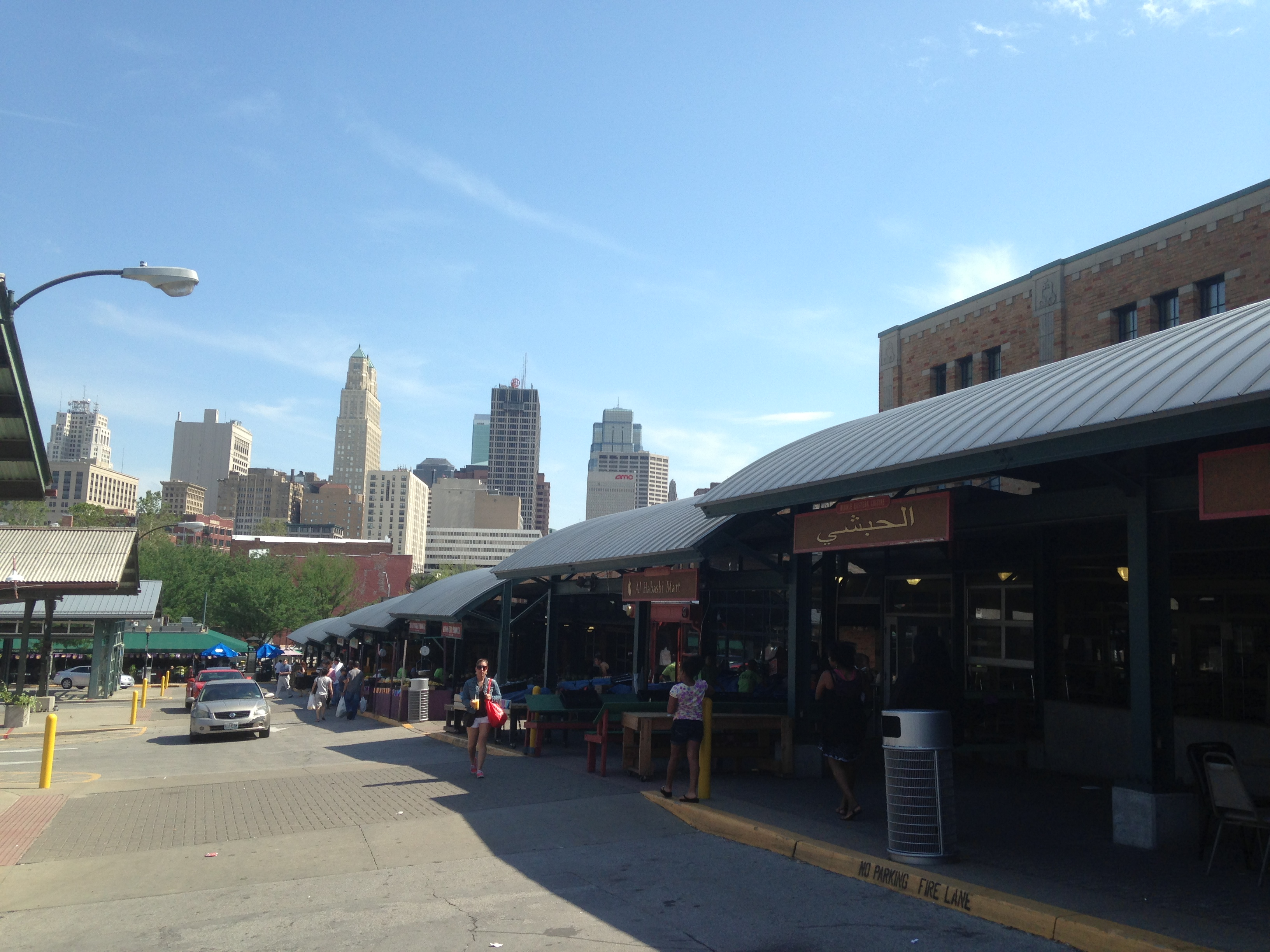

ریور مارکت (به انگلیسی: River Market) یا سیتی مارکت (به انگلیسی: City Market) تأسیس ۱۸۵۷ نام یک بازار تره بار در مرکز شهر کانزاس سیتی در کشور ایالات متحده آمریکا است.
این منطقه (یا محله) بسبب داشتن یک مرکز خرید سبک بازارچه ای دارای محبوبیت خاصی در شهر کانزاس سیتی است.